# Code for America

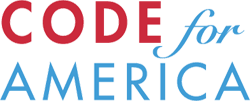
Code for America logo

Code for America is een onpartijdige, niet-politieke organisatie, opgericht in 2009 om iets te doen aan het steeds groter wordende verschil tussen de publieke en private sector in het succesvol inzetten van technologie en design. 
Volgens de website van Code for America werkt de organisatie aan het verbeteren van digitale overheidsdiensten voor iedereen, maar vooral voor diegenen die van deze diensten het meest afhankelijk zijn. De organisatie begon met het aantrekken van professionele developers en designers om deze in te zetten in gemeentelijke overheden in de Verenigde Staten, om zo te bouwen aan open source applicaties en openheid, participatie en efficiënte overheid te promoten. Ondertussen is ze uitgegroeid tot een breed netwerk van civic tech organisaties en personen en een platform voor "civic hacking".